# William Tatham
William Tatham (ur. 30 lipca 1862 w Walsingham, zm. 18 października 1938 w Don Valley) – angielski rugbysta, reprezentant kraju.
W latach 1882–1884 rozegrał siedem spotkań dla angielskiej reprezentacji zdobywając jedno przyłożenie, które wówczas nie miało jednak wartości punktowej.